# Kunstleder
Kunstleder sind flächenhafte flexible Werkstoffe mit einer Oberflächenzurichtung durch Prägung (zum Beispiel Lederimitat) und/oder Farbe und Glanzeffekte. Kunstleder kann sowohl aus Kunststoff als auch aus biobasierten Rohstoffanteilen ohne oder mit Verstärkung durch durchgängig oder in Schichten enthaltenen Fasern, vorzugsweise als Schichtträger auf der Rückseite bestehen.

## Kunstlederarten
Die Unterscheidung der Kunstlederarten findet prinzipiell auf der Basis des Aufbaus unter Berücksichtigung der Grundsubstanzen statt.

### Folienkunstleder und PVC-Schaumfolien, Polymerisationsprodukte ohne Trägerschicht
Geschäumte oder ungeschäumte Folien aus Polyvinylchlorid (PVC) sind mittlerweile die am meist benutzten Kunstlederarten. Sie finden Verwendung bei Taschen und anderem. Produktnamen sind beispielsweise „Skai“ und „Boxin“ (historisches Kunstleder). Sie enthalten Weichmacher und sind daher nur mit speziellen weichmacherbeständigen Klebstoffen zu verarbeiten.
- PVC-Folienkunstleder ist elastisch, weitgehend bruchsicher, chemikalienfest und unempfindlich gegen Öle und Fette. Mit Hilfe von gravierten Walzen kann verschiedenes Oberflächenfinish, wie zum Beispiel Zebu, Koralle und mehr, erzielt werden. Hydraulisches Pressen erzeugt Lacklederglanz, Tiefprägung Narben, typisch für Python-, Krokodil- und andere Prägungen.
- PVC-Schaumfolien bestehen aus „getriebenen“ PVC-Schaummischungen, deren Zellen Luft enthalten. Das Material wird dadurch leichter, weicher und vor allem elastischer. Verwendet wird es vor allem in der Innenverarbeitung von Lederwaren.

### Ein- und Mehrschichtige, geschäumte oder koagulierte Kunstleder auf PVC- oder PUR-Basis
- Schaumkunstleder besteht aus drei Schichten: dem Trägervlies, einer PVC-Schaummischung und einer PVC-Deckschicht. Der Träger einschließlich der Schaummischung nimmt dabei 90 % der Stärke ein, Verwendung in Lederwaren, Schuhen, Polstermöbel, Autositzbezüge oder Bekleidung.[1]

### Kunstleder mit biobasierten Rohstoffanteilen
Neben Kunstleder auf Basis von PVC oder Polyurethan (PUR) gibt es mittlerweile auch alternative Kunstlederarten mit biobasierten Rohstoffanteilen.
Diese können wie folgt unterschieden werden:
- Pflanzenleder
- Pilzleder
- Blattleder

Geläufige Beispiele für biobasiertes Kunstleder sind Ananasleder von Piñatex, Kaktusleder von Desserto, Pilzleder vom Zunderschwamm oder Apfelleder von Frumat („AppleSkin“).
Das Kunstleder mit biobasierten Rohstoffanteilen besteht in der Regel aus zwei Schichten. Grundlage bildet ein Trägervlies. Die Deckschicht besteht aus einer synthetischen Komponente (PVC, PLA oder PU) sowie einer natürlichen Komponente aus Rohstoffanteilen wie beispielsweise Ananas- oder Kaktusfasern. Aus den Handelsbezeichnungen muss erkennbar sein, dass es sich nicht um bearbeitete Tierhaut handelt. „Apfelleder“, wenn kein echtes Leder drinsteckt, ist kein Leder und darf auch nicht so genannt werden.

## Anwendung
Anwendungsbeispiele für Kunstleder sind Jacken, Gürtel, Schuhe, besonders Sportschuhe, Taschen, Bälle (z. B. Fußbälle), Faltdächer und Schaltsäcke (flexible Verkleidungen) für Automobile, Sitzbezüge oder auch Möbel wie Sofas und Sessel. Moderne Kunstleder sind statt mit PVC mit Polyurethan beschichtet. Um eine gewisse Weichheit der Beschichtung zu erhalten, die für den Griff  erforderlich ist und dem Material entsprechende Fülle sowie Trage- und Sitzkomfort gibt, wird der Beschichtung eine Schaumstruktur verliehen. Dazu wird beispielsweise PVC mit chemischen Treibmitteln versetzt, die bei der thermischen Trocknung der Beschichtung Gasblasen erzeugen. Polyurethan erhält eine Schaumstruktur durch Koagulationsverfahren, chemische Treibmittel oder bei Dispersionen durch mechanisches Aufrühren.

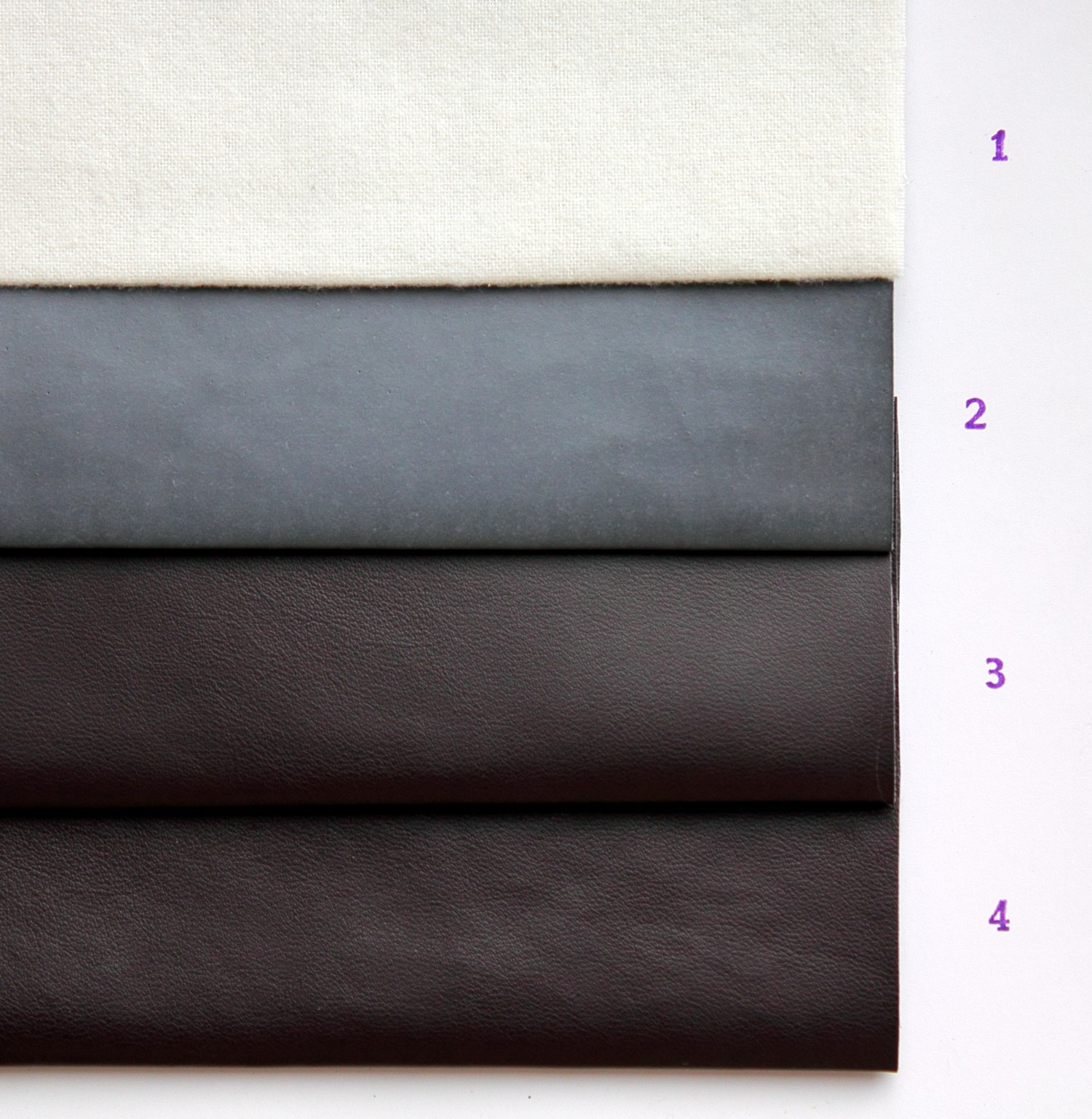
Beispiel der Herstellungsschritte zum typischen Polyurethan-Kunstleder: 1) Baumwollgewebe, 2) Koagulation aus Dimethylformamid (DMF), 3) + 4) Auftrag der Polyurethanbeschichtung und Finish im Umkehrverfahren

In Produktbeschreibungen und in der Werbung wird Kunstleder oft mit dem synkretischen Begriff faux Leder (von französisch faux ‚falsch‘) bezeichnet. Bei vielen Produkten (z. B. Polstermöbeln) wird vermehrt der Begriff Textilleder verwendet, der aber gegenüber Verbrauchern nach Ansicht mancher Gerichte nicht verwendet werden darf.
Der Einsatz von Kunstleder an Stelle von Echtleder hat verschiedene Gründe. Kunstleder auf Basis PVC-Plastisol sind preislich recht günstig und sehr robust, Polyurethan-Kunstleder sind im Gegensatz zu Leder in der Waschmaschine waschbar und trocknen ohne Verhärtung ab. Daher werden letztere häufig für Sportschuhe verwendet.
Die Qualität ist immer gleich und der Herstellungsprozess ist erheblich kürzer, da der aufwändige Gerbprozess entfällt. Darüber hinaus sind Kunstleder nicht an die Marktverfügbarkeit bestimmter Tierhäute gebunden.

## Kunstlederbezeichnungen und -marken
- Alcantara (Mikrofaserstoff), Escaine, UltraSuede; ein künstliches Veloursleder
- ApplePeel, eine Marke der Firma SOHOTREE[10]
- Biothane
- Clarino, ein künstliches Veloursleder
- Дерматин (russisch) Dermatin, Dermatīns (lettisch), in der UdSSR seit den 1930er Jahren produziert
- Desserto
- Lederin, ein Textilkunstleder für Bucheinbandmaterialien und als Material für Kartonagen in der DDR[11]
- Lederol
- Napalonleder
- Naugahyde
- Pinatex[12]
- Skai
- Skivertex, eine Marke der Schweizer Firma Winter & Company[13]
- Viledon, Kunstleder welches 1938 von Freudenberg auf den Markt gebracht wurde.[14]

## Verarbeitung

### Zuschnitt
Da Kunstleder auf den textilen Trägermaterialien als Endlosmaterial anfällt, ist der Zuschnitt wesentlich einfacher als bei Leder.

### Verkleben
Ein großes Problem besteht beim Verkleben von Kunstleder, da die meisten Kunstleder Weichmacher enthalten und die wenigsten Klebstoffe weichmacherbeständig sind. Daher muss entweder mit Dispersionsklebestoffen oder speziell geeigneten lösemittelhaltigen Klebern gearbeitet werden.

### Nähen
Kunstleder darf weder mit einer Ledernadel genäht werden, noch darf der Stich zu eng sein, da ansonsten das Material unter Spannung reißt. Es wird empfohlen mit Microtex-Nadeln oder mit normalen Universalnadeln zu nähen. Stichlänge mindestens 3, Absteppnaht 3,5–4.

## Ethische und ökologische Aspekte
Ethische Bedenken, die mit der Aufzucht und Tötung von Tieren zur Gewinnung von Leder verbunden sind, treten bei Kunstleder auf den ersten Blick nicht auf. Das PVC-haltige Kunstleder gerät jedoch nach seiner Nutzung zum Teil in die Weltmeere, wo es zusammen mit anderem Plastikmüll auf der Meeresoberfläche treibt und von Tieren, wie Fischen und Vögeln, gefressen wird.
Hinsichtlich Klimaschutz gilt die Rinderhaltung als problematisch wegen der erzeugten Methanmengen und des Verbrauchs an Grünflächen. Dafür kann argumentiert werden, dass Echtleder größtenteils ein Nebenprodukt der Fleischgewinnung und ein nachwachsendes Naturprodukt ist, während nach dem heutigen Stand der Technik Kunstleder, sofern nicht auf textilen Trägern wie Baumwolle aufgebaut, vollständig auf die Erdölchemie angewiesen ist, da Kunstharze, Lösemittel und Weichmacher (bei PVC-Plastisolen) verwendet werden. Es werden allerdings auch bei der Gerbung von Leder diverse Chemikalien und bei der anschließenden Beschichtung (Lederzurichtung) synthetische Harze wie Acrylate und Polyurethane eingesetzt. Die Frage, ob Leder oder Kunstleder nachhaltiger ist, ist daher schwierig zu beantworten.